# Campionat d'Àsia de bàsquet femení
El Campionat d'Àsia de bàsquet femení (oficialment en anglès: FIBA Women's Asia Championship) és el campionat internacional de bàsquet entre seleccions del continent asiàtic, organitzat per la FIBA.
Es juga des del 1965 i actualment se celebra cada dos anys. A més el torneig serveix per a classificar les seleccions nacionals que representaran a Àsia en les següents edicions del Campionat del Món de bàsquet femení o als Jocs Olímpics.

## Historial
| En negreta = Selecció campiona (prò.) = Pròrroga |

| I      | 1965 | Corea del Sud | lligueta | Japó                 | República de la Xina | lligueta | Filipines            | Seül         |       |
| II     | 1968 | Corea del Sud | lligueta | Japó                 | República de la Xina | lligueta | Tailàndia            | Taipei       | [ 1 ] |
| III    | 1970 | Japó          | lligueta | Corea del Sud        | República de la Xina | lligueta | Malàisia             | Kuala Lumpur | [ 1 ] |
| IV     | 1972 | Corea del Sud | 66–51    | República de la Xina | Tailàndia            | 70–54    | Indonèsia            | Taipei       | [ 1 ] |
| V      | 1974 | Corea del Sud | lligueta | Japó                 | República de la Xina | lligueta | Iran                 | Seül         | [ 1 ] |
| VI     | 1976 | Xina          | lligueta | Corea del Sud        | Japó                 | lligueta | Malàisia             | Hong Kong    | [ 1 ] |
| VII    | 1978 | Corea del Sud | lligueta | Xina                 | Japó                 | lligueta | Malàisia             | Kuala Lumpur | [ 1 ] |
| VIII   | 1980 | Corea del Sud | lligueta | Xina                 | Japó                 | lligueta | Malàisia             | Hong Kong    | [ 1 ] |
| IX     | 1982 | Corea del Sud | lligueta | Xina                 | Japó                 | lligueta | Macau                | Tòquio       | [ 1 ] |
| X      | 1984 | Corea del Sud | 62–61    | Xina                 | Japó                 | 81–53    | Filipines            | Xangai       | [ 1 ] |
| XI     | 1986 | Xina          | lligueta | Corea del Sud        | República de la Xina | lligueta | Japó                 | Kuala Lumpur | [ 1 ] |
| XII    | 1988 | Corea del Sud | lligueta | Xina                 | República de la Xina | lligueta | Japó                 | Hong Kong    | [ 1 ] |
| XIII   | 1990 | Xina          | lligueta | Corea del Sud        | Japó                 | lligueta | República de la Xina | Singapur     | [ 1 ] |
| XIV    | 1992 | Xina          | 89–76    | Corea del Sud        | Japó                 | 79–75    | República de la Xina | Seül         | [ 1 ] |
| XV     | 1994 | Xina          | 74–66    | Corea del Sud        | Japó                 | 92–67    | República de la Xina | Sendai       | [ 1 ] |
| XVI    | 1995 | Xina          | 94–69    | Corea del Sud        | Japó                 | 68–65    | República de la Xina | Shizuoka     | [ 1 ] |
| XVII   | 1997 | Corea del Sud | 74–61    | Japó                 | Xina                 | 101–63   | República de la Xina | Bangkok      | [ 1 ] |
| XVIII  | 1999 | Corea del Sud | 68–65    | Japó                 | República de la Xina | 68–57    | Xina                 | Shizuoka     | [ 1 ] |
| XIX    | 2001 | Xina          | 105–76   | Japó                 | Corea del Sud        | 78–63    | República de la Xina | Bangkok      | [ 1 ] |
| XX     | 2004 | Xina          | 92–80    | Japó                 | Corea del Sud        | 88–59    | República de la Xina | Sendai       | [ 1 ] |
| XXI    | 2005 | Xina          | 73–67    | Corea del Sud        | República de la Xina | 73–62    | Japó                 | Qinhuangdao  | [ 1 ] |
| XXII   | 2007 | Corea del Sud | 79–73    | Xina                 | Japó                 | 73–70    | República de la Xina | Incheon      | [ 1 ] |
| XXIII  | 2009 | Xina          | 91–71    | Corea del Sud        | Japó                 | 72–57    | República de la Xina | Chennai      | [ 1 ] |
| XXIV   | 2011 | Xina          | 65–62    | Corea del Sud        | Japó                 | 83–56    | República de la Xina | Omura        | [ 1 ] |
| XXV    | 2013 | Japó          | 65–43    | Corea del Sud        | Xina                 | 61–53    | República de la Xina | Bangkok      | [ 1 ] |
| XXVI   | 2015 | Japó          | 85–50    | Xina                 | Corea del Sud        | 52–45    | República de la Xina | Wuhan        | [ 1 ] |
| XXVII  | 2017 | Japó          | 74–73    | Austràlia            | Xina                 | 75–51    | Corea del Sud        | Bangalore    | [ 2 ] |
| XXVIII | 2019 | Japó          | 71–68    | Xina                 | Austràlia            | 98–62    | Corea del Sud        | Bangalore    | [ 3 ] |
| XXIX   | 2021 | Japó          | 78–73    | Xina                 | Austràlia            | 88–58    | Corea del Sud        | Amman        | [ 4 ] |
| XXX    | 2023 | Xina          | 73–71    | Japó                 | Austràlia            | 81–59    | Nova Zelanda         | Sydney       | [ 5 ] |

## Medaller
| # | Selecció nacional    | Or | Argent | Bronze | Total |
| - | -------------------- | -- | ------ | ------ | ----- |
| 1 | Corea del Sud        | 12 | 11     | 3      | 26    |
| 2 | Xina                 | 12 | 9      | 3      | 24    |
| 3 | Japó                 | 6  | 8      | 12     | 26    |
| 4 | República de la Xina | 0  | 1      | 8      | 9     |
| 5 | Austràlia            | 0  | 1      | 3      | 4     |
| 6 | Tailàndia            | 0  | 0      | 1      | 1     |

## Premis individuals

### Premi MVP del Campionat
| Edició | Any  | Jugadora       | Posició | refs. |
| ------ | ---- | -------------- | ------- | ----- |
| XXV    | 2013 | Ramu Tokashiki | Aler    | [ 6 ] |
| XXVI   | 2015 |                |         |       |
| XXVII  | 2017 | Kelsey Griffin |         | [ 7 ] |
| XXVIII | 2019 | Nako Motohashi |         | [ 8 ] |
| XXIX   | 2021 | Himawari Akaho |         | [ 4 ] |
| XXX    | 2023 | Xu Han         | Pívot   | [ 9 ] |